# Massima velocità aerobica
La Massima Velocità Aerobica (MVA o VAM) è la velocità a partire dalla quale un essere umano consuma la massima quantità possibile di ossigeno, ovverosia raggiunge la soglia del massimo consumo di ossigeno. Al di qua di questa soglia la maggior parte dell'energia necessaria allo sforzo proviene dalla respirazione aerobica. Al di là il consumo di ossigeno resta costante e la potenza supplementare viene fornita dalla fermentazione lattica.
LA MVA è molto utilizzata nello sport ed in particolare nella corsa a piedi. Tale valore permette infatti di comprendere le capacità aerobiche di un atleta e di adattare il proprio allenamento alle reali attitudini che l'atleta stesso possiede.
Un test molto diffuso per il calcolo della MVA (basato sugli studi di Veronique Billat) è il test dei sei minuti. La MVA di una persona corrisponde infatti alla velocità media tenuta dalla persona stessa su una corsa della durata di sei minuti. La MVA si misura in km/h.
Si sta poi diffondendo in questi ultimi anni il test dei 1500 metri: si corre per tale distanza e poi si applica la seguente formula per il calcolo della MVA:
{\displaystyle MVA={\frac {360}{(sec/1500)*100}}}
in cui la variabile sec indica il tempo in secondi che l'atleta ha impiegato per percorrere i 1500 metri. Ad esempio un atleta che ha percorso la distanza richiesta in 322 secondi avrà una MVA di 16,77 km/h.

## Allenamenti basati sulla massima velocità aerobica
La determinazione della massima velocità aerobica di un individuo permette di stabilire direttamente le andature da rispettare per ottenere benefici dall'allenamento.
Un atleta con una MVA di 16,77 km/h dovrà basare i propri allenamenti su una base di (3600/16,77)/10=21 secondi sui 100 metri.
Allenamenti come quelli che seguono (definiti allenamenti di tipo MVA) saranno quindi possibili:
- 400m per cinque ripetizioni per due serie con 1 minuto di recupero tra le ripetizioni e 3 minuti di recupero tra le due serie. I 400m andranno corsi in 21s*4=84s=1'24s
- (100m-200m-300m-400m) per tre serie con rispettivamente 30s, 40s, 1m di recupero tra le ripetizioni e 3 minuti tra le serie

I tempi in questione sono ottenuti per mezzo di calcoli di regressione, su gruppi di atleti generalmente limitati. Tuttavia la variabilità inter-individuale è molto ampia, e vanno prese con elasticità.